# Мей Ґаттерідж
Мей Сеселія Саймондс, у шлюбі Ґаттерідж, CM (21 травня 1917 — 26 лютого 2002) — одна з перших і найвідоміших соціальних працівниць Канади.

## Життєпис
Народилася в Ґоспорті, Гемпшир, Англія, наймолодшою з чотирьох дітей Ернеста і Поллі Саймондс. Вирісши в побожному християнському домі, стала дружиною шкільного вчителя Артура Ґаттеріджа, під час Другої світової війни, 23 березня 1940 року, коли вона працювала у жіночій військово-морській службі. У шлюбі народила трьох дітей: Соня, Майкл і Ленс. Вони іммігрували до Канади, оселившись у селищі Прері-Рівер у Саскачевані в 1955 році.
Попри те, що Мей Ґаттерідж була зайнятою матір'ю і домогосподаркою, перебуваючи в Саскачевані, вона брала участь у численних громадських заходах. Вона керувала скаутською групою, викладала на заміну, організувала дитячий садок, керувала клубом 4-H і повторно відкрила школу в цьому віддаленому районі для невеликої групи дітей, які не могли отримати освіту в іншому місці.
Сім'я переїхала до Ванкувера у Британській Колумбії в 1958 році, де вона стала постійною парафіянкою англіканської церкви Сент-Джеймс в Істсайді, районі Ванкувера. Саме там, в одному з найбідніших районів Канади, почалася її історія допомоги бездомним, бідним і забутим.
Мей Ґаттерідж почала доглядати за літніми людьми в підвалі церкви, а потім заснувала Товариство соціального обслуговування Святого Джеймса в 1961 році, програму допомоги вдома в 1962 році і перший притулок для жінок, які постраждали від насильства в центрі Істсайду під назвою The East Ender's Society в 1965 році.
У той же час вона організувала безкоштовну юридичну допомогу, Gastown Workshop, програму обліку для клієнтів соціальної допомоги, а згодом — соціального житла для літніх (1983 р.) і перший окремий госпіс у Британській Колумбії (1990 р.).
Її робота була офіційно визнана. Її нагороджено Орденом Канади, а також премією «Старший громадянин року Британської Колумбії», нагородами «Срібне орлине перо», «Піонер», званням почесного доктора права Університету Саймона Фрейзера, нагородою «Амбасадор клубу левиць китайського кварталу», Почесною грамотою та відзнакою Ротарі-клубу китайського кварталу.
На момент її смерті Товариство соціальних послуг Сент-Джеймса (тепер The Bloom Group Social Service Society) стало одним із найбільших агентств соціальних послуг у Ванкувері з 250 співробітниками та річним бюджетом у 10 мільйонів доларів. 
Мей Ґаттерідж ніколи не отримувала особистого прибутку за свою багаторічну службу.